# Astrid et Raphaëlle
Astrid et Raphaëlle és una sèrie de televisió de detectius francobelga composta per episodis de 52 minuts, creada per Alexandre de Seguins i Laurent Burtin i emesa des del 12 d'abril de 2019 a France 2. És una coproducció de France Télévisions, JLA Productions, Be-Films i RTBF.
Al Regne Unit va rebre el nom d'Astrid: Murder in Paris, als Estats Units el d'Astrid i a l'estat espanyol el de Bright Minds.
Compta amb un duet d'investigadors: la comandant Raphaëlle Coste, una dona impulsiva interpretada per Lola Dewaere, i la documentalista Astrid Nielsen, autista, interpretada per Sara Mortensen.

## Sinopsi
Astrid Nielsen, de trenta anys, és una dona autista que treballa discretament com a documentalista de la policia judicial, i coneix tots els expedients que ha gestionat. Coneix Raphaëlle Coste, llavors responsable d'una investigació sobre suïcidis de metges. Aquestes dues dones solitàries es converteixen en millors amigues, l'Astrid li ofereix a Raphaëlle una metodologia i Raphaëlle a canvi proporciona a l'Astrid assistència conductual. L'Astrid utilitza la seva memòria i atenció al detall per resoldre casos penals.